# Palacio Cenci-Bolognetti
El Palazzo Cenci Bolognetti es un palacio de Roma situado en Piazza del Gesù 46, en el distrito de Pigna. Originalmente construido como una ampliación del palacio del siglo XVI de la familia Petroni, luego fue heredado por la familia Cenci, luego por la familia Cenci Bolognetti, y de 1944 a 1994 fue la sede principal de la Democracia Cristiana.  Posteriormente, un ala del edificio quedó en uso por el grupo político del mismo nombre, fundado en 2002. También albergó la redacción de la revista satírica " Il male ", las oficinas del Partido Popular y de la Democracia Cristiana Unida.

## Historia
El Palacio Cenci Bolognetti fue construido originalmente para la familia Petroni: originarios de Civita Castellana pero presentes en Roma desde el siglo XV, los Petroni querían una residencia permanente en el centro de la ciudad; La escritura de compra fue ratificada el 11 de diciembre de 1563. De 1718 a 1735, el famoso pintor Giacomo Zoboli vivió en los apartamentos del palacio a disposición del Representante (embajador) en Roma del Duque de Módena. En 1737 el conde Alessandro Petroni decidió ampliar el palacio, encargando ocho años más tarde al arquitecto Ferdinando Fuga, ya autor del Palacio de la Consulta y de la Basílica de Santa María la Mayor, el diseño de la fachada de la Piazza del Gesù. El edificio se alineaba pues con la plaza misma, con Via Arcoeli y con Via Capitolina, inaugurada en 1741. Con la muerte de Alessandro en 1771, fue asignada a su hija María Isabel, ya casada con el príncipe de Vicovaro Girolamo Cenci Bolognetti de quien más tarde tomó el nombre.Fue restaurado nuevamente en la segunda mitad del siglo XIX por Virginio Cenci Bolognetti, VII Príncipe de Vicovaro, quien realizó modificaciones en el interior para adaptarlo a su gusto y al nuevo siglo.
Doña Beatriz Florencia de los Príncipes de Vicovaro, hija única de Virginio VII, príncipe de Vicovaro, heredó el palacio de su padre (la familia de los príncipes de Vicovaro continúa hasta nuestros días). Lo dejó en testamento, junto con otros bienes, el 16 de octubre de 1955 a la Universidad de Roma "La Sapienza" con el fin de crear un Instituto Pasteur italiano.
Desde 1955 el edificio es propiedad íntegramente de la Fundación Cenci Bolognetti – Instituto Pasteur y ya no pertenece a la familia Cenci Bolognetti.

affinché provveda entro breve tempo dall'apertura della successione a creare un istituto medico, tipo Istituto Pasteur (e cioè per ricerche batteriologiche, sierologiche, ecc.)